# Skara socken
Skara socken i Västergötland ingick i Skånings härad, uppgick 1934 i Skara stad och är sedan 1971 en del av Skara kommun, från 2016 inom Skara domkyrkodistrikt.
Socknens areal var 17,60 kvadratkilometer, varav 17,58 kvadratkilometer land. År 1933 fanns här 404 invånare. Ruinerna efter borgen Gälakvist och Götala kungsgård låg i socknen. Som sockenkyrka användes Skara domkyrka i och gemensam med Skara stad.

## Administrativ historik
Socknen har medeltida ursprung där församlingen utbröts ur Skara stadsförsamling på 1500-talet. 
Vid kommunreformen 1862 övergick socknens ansvar för de kyrkliga frågorna till Skara landsförsamling och för de borgerliga frågorna bildades Skara landskommun. Landskommunen uppgick 1934 i Skara stad som 1971 uppgick i Skara kommun. Församlingen uppgick 1934 i Skara församling. Församlingen uppgick 2006 i Norra Vings församling som 2010 uppgick i Axvalls församling som 2018 uppgick i Valle församling..
1 januari 2016 inrättades distriktet Skara domkyrkodistrikt, med samma omfattning som Skara domkyrkoförsamling hade 1999/2000 och fick 1934, och vari detta sockenområde ingår.
Socknen har tillhört län, fögderier, tingslag och domsagor enligt vad som beskrivs i artikeln Skånings härad. De indelta soldaterna tillhörde Skaraborgs regemente, Skånings kompani.

## Geografi
Skara socken ligger omkring Skara. Socknen är en slättbygd.

## Fornlämningar
Skålgropar finns vid Götala. Från järnåldern finns flatmarksgravar och domarringar. En guld- och silverskatt från omkring år 500 har påträffats vid Djurgårdsäng.

## Namnet
Namnet skrevs på 1070-talet Scarane och kommer från staden. Namnet innehåller ett ord besläktat med skära syftande på en nedskärning eller inskärning i terrängen, kanske ravinerna vid Tvetabäcken norr om staden.